# بينج روي
بينج روي (30 أغسطس 1993 في الصين - ) هو لاعب كرة قدم صيني في مركز الدفاع.

## وصلات خارجية
- بينج روي على موقع قاعدة بيانات كرة القدم.إي يو (الإنجليزية)
- بينج روي على موقع Soccerway.com (الإنجليزية)